# Championnat de Norvège de football
Cet article traite uniquement de la compétition masculine. Pour la compétition féminine, voir Championnat de Norvège féminin de football.
Le championnat de Norvège de football, dit « Eliteserien » (ce nom avait déjà existé de 1963 à 1989) depuis 2017, a été créé en 1937.

## Histoire
De 1937 à 1948 le championnat était joué sous forme de plusieurs groupes, les vainqueurs se rencontraient lors d'une phase finale à élimination directe.
De 1948 à 1962 le championnat était joué en deux groupes, les vainqueurs de chaque groupe se rencontraient pour une finale nationale.
Depuis 1962 le championnat se déroule sous forme d'une poule unique classique.

## Palmarès

### Norgesserien
| Saison  | Champion               | Score   | finaliste        |
| 1937-38 | Fredrikstad FK         | 0-0 4-0 | SFK Lyn (Oslo)   |
| 1938-39 | Fredrikstad FK         | 2-1     | Skeid FK Oslo    |
| 1947-48 | Freidig FK (Trondheim) | 2-1     | Sparta Sarpsborg |

N.B.  : Le championnat 1939-40 fut interrompu. Pas de championnat de 1941 à 1946.

### Hovedserien
| Saison  | Champion         | Score total | finaliste                |
| 1948-49 | Fredrikstad FK   | 6-1         | Vålerenga Fotball (Oslo) |
| 1949-50 | Fram IF (Larvik) | 2-1         | Fredrikstad FK           |
| 1950-51 | Fredrikstad FK   | 7-3         | Odds BK (Skien)          |
| 1951-52 | Fredrikstad FK   | 3-1         | SK Brann (Bergen)        |
| 1952-53 | Larvik Turn IF   | 3-2         | Skeid FK Oslo            |
| 1953-54 | Fredrikstad FK   | 2-1         | Skeid FK Oslo            |
| 1954-55 | Larvik Turn IF   | 4-2         | Fredrikstad FK           |
| 1955-56 | Larvik Turn IF   | 3-2         | Fredrikstad FK           |
| 1956-57 | Fredrikstad FK   | 6-1         | Odds BK (Skien)          |
| 1957-58 | Viking FK        | 2-0         | Skeid FK Oslo            |
| 1958-59 | Lillestrøm SK    | 2-2 4-1     | Fredrikstad FK           |
| 1959-60 | Fredrikstad FK   | 6-2         | Lillestrøm SK            |
| 1960-61 | Fredrikstad FK   | 2-0         | Eik Tønsberg             |

N.B.  : les trois premières finales se sont déroulées sur deux matches.
| Saison  | Clubs | Champion          | Pts | Dauphin      | Pts |
| 1961-62 | 20    | SK Brann (Bergen) | 46  | Steinkjer FK | 41  |

La saison 1961-62 s'est déroulée sous forme d'un championnat à poule unique classique.

### Eliteserien
| Saison | Clubs | Champion                  | Pts | Dauphin                      | Pts |
| 1963   | 10    | SK Brann (Bergen)         | 24  | SFK Lyn (Oslo)               | 23  |
| 1964   | 10    | SFK Lyn (Oslo)            | 26  | Fredrikstad FK               | 24  |
| 1965   | 10    | Vålerenga Fotball (Oslo)  | 27  | SFK Lyn (Oslo)               | 26  |
| 1966   | 10    | Skeid Fotball (Oslo)      | 25  | Fredrikstad FK               | 24  |
| 1967   | 10    | Rosenborg BK (Trondheim)  | 25  | Skeid FK Oslo                | 22  |
| 1968   | 10    | SFK Lyn (Oslo)            | 28  | Rosenborg BK (Trondheim)     | 24  |
| 1969   | 10    | Rosenborg BK (Trondheim)  | 27  | Fredrikstad FK               | 22  |
| 1970   | 10    | Strømsgodset IF (Drammen) | 25  | Rosenborg BK (Trondheim)     | 24  |
| 1971   | 10    | Rosenborg BK (Trondheim)  | 24  | SFK Lyn (Oslo)               | 23  |
| 1972   | 12    | Viking FK (Stavanger)     | 34  | Fredrikstad FK               | 34  |
| 1973   | 12    | Viking FK (Stavanger)     | 27  | Rosenborg BK (Trondheim)     | 27  |
| 1974   | 12    | Viking FK (Stavanger)     | 31  | Molde FK                     | 30  |
| 1975   | 12    | Viking FK (Stavanger)     | 30  | SK Brann (Bergen)            | 27  |
| 1976   | 12    | Lillestrøm SK             | 31  | Mjøndalen IF                 | 30  |
| 1977   | 12    | Lillestrøm SK             | 26  | FK Bodø/Glimt                | 28  |
| 1978   | 12    | IK Start (Kristiansand)   | 33  | Lillestrøm SK                | 31  |
| 1979   | 12    | Viking FK (Stavanger)     | 32  | Moss FK                      | 30  |
| 1980   | 12    | IK Start (Kristiansand)   | 29  | Bryne IL                     | 29  |
| 1981   | 12    | Vålerenga Fotball (Oslo)  | 29  | Viking Stavanger (Stavanger) | 28  |
| 1982   | 12    | Viking FK (Stavanger)     | 29  | Bryne IL                     | 26  |
| 1983   | 12    | Vålerenga Fotball (Oslo)  | 31  | Lillestrøm SK                | 28  |
| 1984   | 12    | Vålerenga Fotball (Oslo)  | 32  | Viking Stavanger (Stavanger) | 25  |
| 1985   | 12    | Rosenborg BK (Trondheim)  | 33  | Lillestrøm SK                | 32  |
| 1986   | 12    | Lillestrøm SK             | 33  | Mjøndalen IF                 | 27  |
| 1987   | 12    | Moss FK                   | 44  | Molde FK                     | 41  |
| 1988   | 12    | Rosenborg BK (Trondheim)  | 47  | Lillestrøm SK                | 40  |
| 1989   | 12    | Lillestrøm SK             | 52  | Rosenborg BK (Trondheim)     | 44  |

### Tippeligaen
| Saison | Clubs | Champion                  | Pts | Dauphin                  | Pts |
| 1990   | 12    | Rosenborg BK (Trondheim)  | 44  | Tromsø IL                | 42  |
| 1991   | 12    | Viking FK (Stavanger)     | 41  | Rosenborg BK (Trondheim) | 36  |
| 1992   | 12    | Rosenborg BK (Trondheim)  | 46  | Kongsvinger IL           | 40  |
| 1993   | 12    | Rosenborg BK (Trondheim)  | 47  | FK Bodø/Glimt            | 45  |
| 1994   | 12    | Rosenborg BK (Trondheim)  | 49  | Lillestrøm SK            | 41  |
| 1995   | 14    | Rosenborg BK (Trondheim)  | 62  | Molde FK                 | 47  |
| 1996   | 14    | Rosenborg BK (Trondheim)  | 59  | Lillestrøm SK            | 46  |
| 1997   | 14    | Rosenborg BK (Trondheim)  | 61  | SK Brann (Bergen)        | 50  |
| 1998   | 14    | Rosenborg BK (Trondheim)  | 63  | Molde FK                 | 54  |
| 1999   | 14    | Rosenborg BK (Trondheim)  | 56  | Molde FK                 | 50  |
| 2000   | 14    | Rosenborg BK (Trondheim)  | 54  | SK Brann (Bergen)        | 47  |
| 2001   | 14    | Rosenborg BK (Trondheim)  | 57  | Lillestrøm SK            | 56  |
| 2002   | 14    | Rosenborg BK (Trondheim)  | 56  | Molde FK                 | 50  |
| 2003   | 14    | Rosenborg BK (Trondheim)  | 61  | FK Bodø/Glimt            | 47  |
| 2004   | 14    | Rosenborg BK (Trondheim)  | 48  | Vålerenga Fotball (Oslo) | 48  |
| 2005   | 14    | Vålerenga Fotball (Oslo)  | 46  | IK Start (Kristiansand)  | 45  |
| 2006   | 14    | Rosenborg BK (Trondheim)  | 53  | SK Brann (Bergen)        | 46  |
| 2007   | 14    | SK Brann (Bergen)         | 54  | Stabæk Fotball           | 48  |
| 2008   | 14    | Stabæk Fotball (Bærum)    | 51  | Fredrikstad FK           | 45  |
| 2009   | 16    | Rosenborg BK (Trondheim)  | 69  | Molde FK                 | 56  |
| 2010   | 16    | Rosenborg BK (Trondheim)  | 68  | Vålerenga Fotball        | 61  |
| 2011   | 16    | Molde FK                  | 58  | Tromsø IL                | 53  |
| 2012   | 16    | Molde FK                  | 62  | Strømsgodset IF          | 58  |
| 2013   | 16    | Strømsgodset IF (Drammen) | 63  | Rosenborg BK (Trondheim) | 62  |
| 2014   | 16    | Molde FK                  | 71  | Rosenborg BK (Trondheim) | 60  |
| 2015   | 16    | Rosenborg BK              | 69  | Strømsgodset IF          | 57  |
| 2016   | 16    | Rosenborg BK              | 69  | SK Brann (Bergen)        | 54  |

### Eliteserien
| Saison | Clubs | Champion      | Pts | Dauphin       | Pts |
| 2017   | 16    | Rosenborg BK  | 61  | Molde FK      | 54  |
| 2018   | 16    | Rosenborg BK  | 64  | Molde FK      | 59  |
| 2019   | 16    | Molde FK      | 68  | FK Bodø/Glimt | 54  |
| 2020   | 16    | FK Bodø/Glimt | 81  | Molde FK      | 62  |
| 2021   | 16    | FK Bodø/Glimt | 63  | Molde FK      | 60  |
| 2022   | 16    | Molde FK      | 78  | FK Bodø/Glimt | 60  |
| 2023   | 16    | FK Bodø/Glimt | 70  | SK Brann      | 61  |
| 2024   | 16    | FK Bodø/Glimt | 62  | SK Brann      | 59  |

## Bilan
| Clubs           | Titres | Années |
| --------------- | ------ | --- |
| Rosenborg BK    | 26     | 1967, 1969, 1971, 1985, 1988, 1990, 1992, 1993, 1994, 1995, 1996, 1997, 1998, 1999, 2000, 2001, 2002, 2003, 2004, 2006, 2009, 2010, 2015, 2016, 2017 et 2018 |
| Fredrikstad FK  | 9      | 1938, 1939, 1949, 1951, 1952, 1954, 1957, 1960 et 1961 |
| Viking FK       | 8      | 1958, 1972, 1973, 1974, 1975, 1979, 1982 et 1991 |
| Lillestrøm SK   | 5      | 1959, 1976, 1977, 1986 et 1989 |
| Vålerenga       | 5      | 1965, 1981, 1983, 1984 et 2005 |
| Molde FK        | 5      | 2011, 2012, 2014, 2019 et 2022 |
| FK Bodø/Glimt   | 4      | 2020, 2021, 2023 et 2024 |
| SK Brann        | 3      | 1962, 1963 et 2007 |
| Larvik Turn IF  | 3      | 1953, 1955 et 1956 |
| FK Lyn          | 2      | 1964 et 1967 |
| IK Start        | 2      | 1978 et 1980 |
| Strømsgodset IF | 2      | 1970 et 2013 |
| Stabæk          | 1      | 2008 |
| Moss FK         | 1      | 1987 |
| Skeid           | 1      | 1966 |
| IF Fram Larvik  | 1      | 1950 |
| SK Freidig      | 1      | 1948 |

## Statistiques

### Joueurs les plus capés
| Joueurs            | Années              | Matchs |
| ------------------ | ------------------- | ------ |
| Roar Strand        | 1989–2010           | 473    |
| Daniel Berg Hestad | 1993–2003 2005-2016 | 401    |
| Christer Basma     | 1993–2008           | 348    |
| Ola By Rise        | 1977–1995           | 346    |
| Runar Berg         | 1990–2010           | 345    |
| Erik Hoftun        | 1992–2005           | 336    |
| Bjørn Johansen     | 1987–2005           | 334    |
| Svein Mathisen     | 1973–1989           | 327    |
| Arild Sundgot      | 1995–2011           | 322    |
| Jan-Derek Sørensen | 1992–2009           | 317    |

### Meilleurs buteurs
| Joueurs                 | Années    | Buts |
| ----------------------- | --------- | ---- |
| Sigurd Rushfeldt        | 1992–2011 | 172  |
| Harald Martin Brattbakk | 1990–2005 | 166  |
| Petter Belsvik          | 1989–2003 | 159  |
| Odd Iversen             | 1967–1982 | 158  |
| Per Kristoffersen       | 1956–1968 | 145  |
| Frode Johnsen           | 1999–2015 | 132  |
| Thorstein Helstad       | 1995–2013 | 116  |
| Bengt Sæternes          | 1996–2011 | 116  |
| Jostein Flo             | 1987–2001 | 114  |
| Arild Sundgot           | 1995–2011 | 111  |

## Compétitions européennes

### Classement du championnat
Le tableau ci-dessous récapitule le classement de la Norvège au coefficient UEFA depuis 1961. Ce coefficient par nation est utilisé pour attribuer à chaque pays un nombre de places pour les compétitions européennes ainsi que les tours auxquels les clubs doivent entrer dans la compétition.
| 1961 | 1962 | 1963 | 1964 | 1965 | 1966 | 1967 | 1968 | 1969 | 1970 | 1971 | 1972 | 1973 | 1974 | 1975 | 1976 | 1977 | 1978 | 1979 | 1980 | 1981 | 1982 | 1983 | 1984 | 1985 | 1986 | 1987 | 1988 | 1989 | 1990 | 1991 | 1992 | 1993 |
| ---- | ---- | ---- | ---- | ---- | ---- | ---- | ---- | ---- | ---- | ---- | ---- | ---- | ---- | ---- | ---- | ---- | ---- | ---- | ---- | ---- | ---- | ---- | ---- | ---- | ---- | ---- | ---- | ---- | ---- | ---- | ---- | ---- |
| 23   | 24   | 26   | 28   | 24   | 28   | 28   | 25   | 25   | 26   | 26   | 25   | 26   | 25   | 27   | 25   | 28   | 26   | 26   | 26   | 26   | 25   | 26   | 27   | 26   | 28   | 28   | 27   | 27   | 26   | 27   | 28   | 29   |
| 1994 | 1995 | 1996 | 1997 | 1998 | 1999 | 2000 | 2001 | 2002 | 2003 | 2004 | 2005 | 2006 | 2007 | 2008 | 2009 | 2010 | 2011 | 2012 | 2013 | 2014 | 2015 | 2016 | 2017 | 2018 | 2019 | 2020 | 2021 | 2022 | 2023 | 2024 | 2025 | 2026 |
| 22   | 19   | 18   | 15   | 10   | 17   | 13   | 15   | 17   | 20   | 15   | 20   | 19   | 18   | 18   | 19   | 22   | 26   | 26   | 27   | 26   | 26   | 22   | 25   | 29   | 23   | 22   | 22   | 17   | 16   | 14   | 11   |      |

Le tableau suivant affiche le coefficient actuel du championnat norvégien.
| Rang | Pays               | 2020-2021 | 2021-2022 | 2022-2023 | 2023-2024 | 2024-2025 | Coefficient |
| ---- | ------------------ | --------- | --------- | --------- | --------- | --------- | ----------- |
| 9    | République tchèque | 6,600     | 6,700     | 6,750     | 13,500    | 10,550    | 44,100      |
| 10   | Turquie            | 3,100     | 6,700     | 11,800    | 12,000    | 10,300    | 43,900      |
| 11   | Norvège            | 6,500     | 7,625     | 5,750     | 8,000     | 11,812    | 39,687      |
| 12   | Grèce              | 5,100     | 8,000     | 2,125     | 11,400    | 12,687    | 39,312      |
| 13   | Autriche           | 6,700     | 10,400    | 4,900     | 4,800     | 9,650     | 36,450      |

### Coefficient UEFA des clubs
| Rang | Club          | 2020-2021 | 2021-2022 | 2022-2023 | 2023-2024 | 2024-2025 | Coefficient |
| ---- | ------------- | --------- | --------- | --------- | --------- | --------- | ----------- |
| 43   | FK Bodø/Glimt | 2,000     | 15,000    | 3,000     | 8,000     | 21,000    | 49,000      |
| 64   | Molde FK      | 12,000    | 2,000     | 5,000     | 7,000     | 7,750     | 33,750      |